# 画廊外的天赋
《画廊外的天赋》（英語：Exit Through the Gift Shop），导演班克斯，主演泰瑞·库塔、班克斯、谢泼德·费尔雷、尹瓦德、安德列·萨拉华。

## 剧情
法国人泰瑞·库塔和妻子移民美国，居住在美国纽约州纽约市，他喜欢带着相机、摄影机到处拍摄，他的弟弟是一名涂鸦艺术家，一次，他遇到了著名的涂鸦艺术家班克斯，而且他得知班克斯要到美国举办画展，他便充当班克斯的向导，从此也进入了涂鸦艺术的门槛，这也改变了他的人生。

## 演出
| 演员          | 角色   | 备注 |
| 泰瑞·库塔     | 他自己 |      |
| 班克斯        | 他自己 |      |
| 谢泼德·费尔雷 | 他自己 |      |
| 尹瓦德        | 他自己 |      |
| 安德列·萨拉华 | 他自己 |      |

## 上映
2010年1月24日，该片曾参加圣丹斯电影节。